# Анджей Іскшицький
Анджей Томаш Іскшицький (пол. Andrzej Tomasz Iskrzycki, нар. 20 листопада 1951, Новий Торг) — польський хокеїст, який грав на позиції захисника, зокрема, за збірну команду Польщі.

## Ігрова кар'єра
Професійну хокейну кар'єру розпочав 1970 року.
Усю професійну клубну ігрову кар'єру, що тривала 9 років, провів, захищаючи кольори команди «Подгале».
У складі національної збірної Польщі брав участь в зимовій Олімпіаді 1976 року.

## Досягнення
- Чемпіон Польщі в складі «Подгале» — 1971, 1972, 1974—1979.

## Сім'я
Дружина — Кристина Господарчик (економіст), двоє дітей:
- Йоанна (1983)
- Матеуш (1986).